# Glyptoscelis coloradoensis
Glyptoscelis coloradoensis är en skalbaggsart som beskrevs av Blake 1967. Glyptoscelis coloradoensis ingår i släktet Glyptoscelis och familjen bladbaggar. Inga underarter finns listade i Catalogue of Life.